# Brenda Blethyn
Brenda Blethyn, OBE, pseudônimo de Brenda Anne Bottle (Ramsgate, Kent, 20 de fevereiro de 1946) é uma atriz e escritora inglesa. Blethyn iniciou sua carreira nos teatros como parte da Royal National Theatre e estreou na televisão em 1980.
Depois de alguns papéis secundários como em The Witches (1990) e A River Runs Through It (1992), ela protagonizou a dramédia de 1996 Segredos e Mentiras, que lhe valeu uma indicação ao Oscar e vitórias no BAFTA e Globo de Ouro na categoria de Melhor Atriz.
Desde então, Blethyn tem estrelado as comédias independentes Saving Grace (2000), Plots with a View (2002) e Clubland (2007), musicais como Little Voice (1998), pelo qual recebeu sua segunda indicação ao Oscar, na categoria de melhor atriz coadjuvante, e Beyond the Sea (2004) e grandes produções como Orgulho e Preconceito (2005) e Atonement (2007).